# Anumeta spilota
Anumeta spilota är en fjärilsart som beskrevs av Nicolas Grigorevich Erschoff 1874. Anumeta spilota ingår i släktet Anumeta och familjen nattflyn. Inga underarter finns listade i Catalogue of Life.